# Bertrange

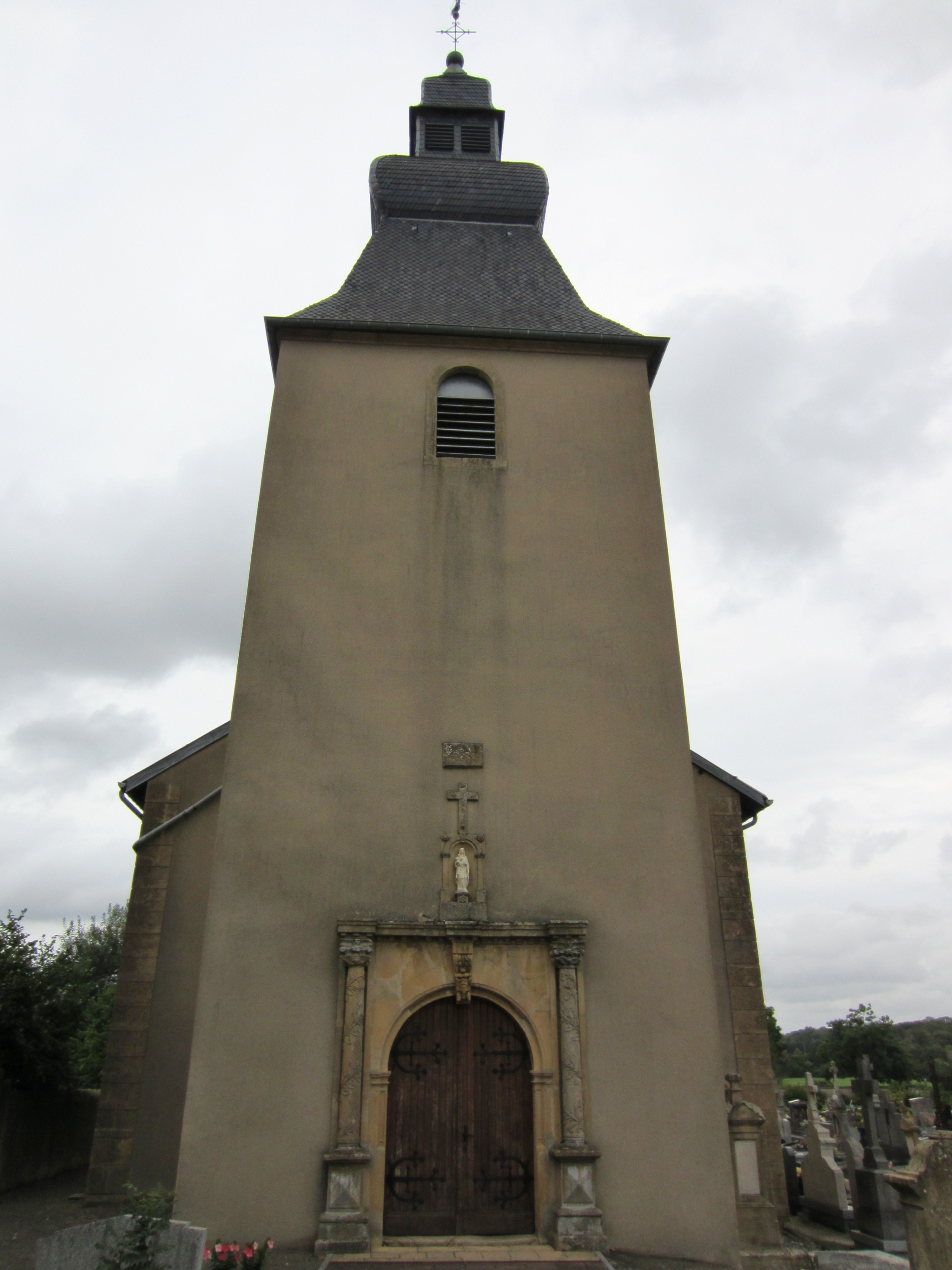
Kirche St. Remigius (Saint-Rémi)

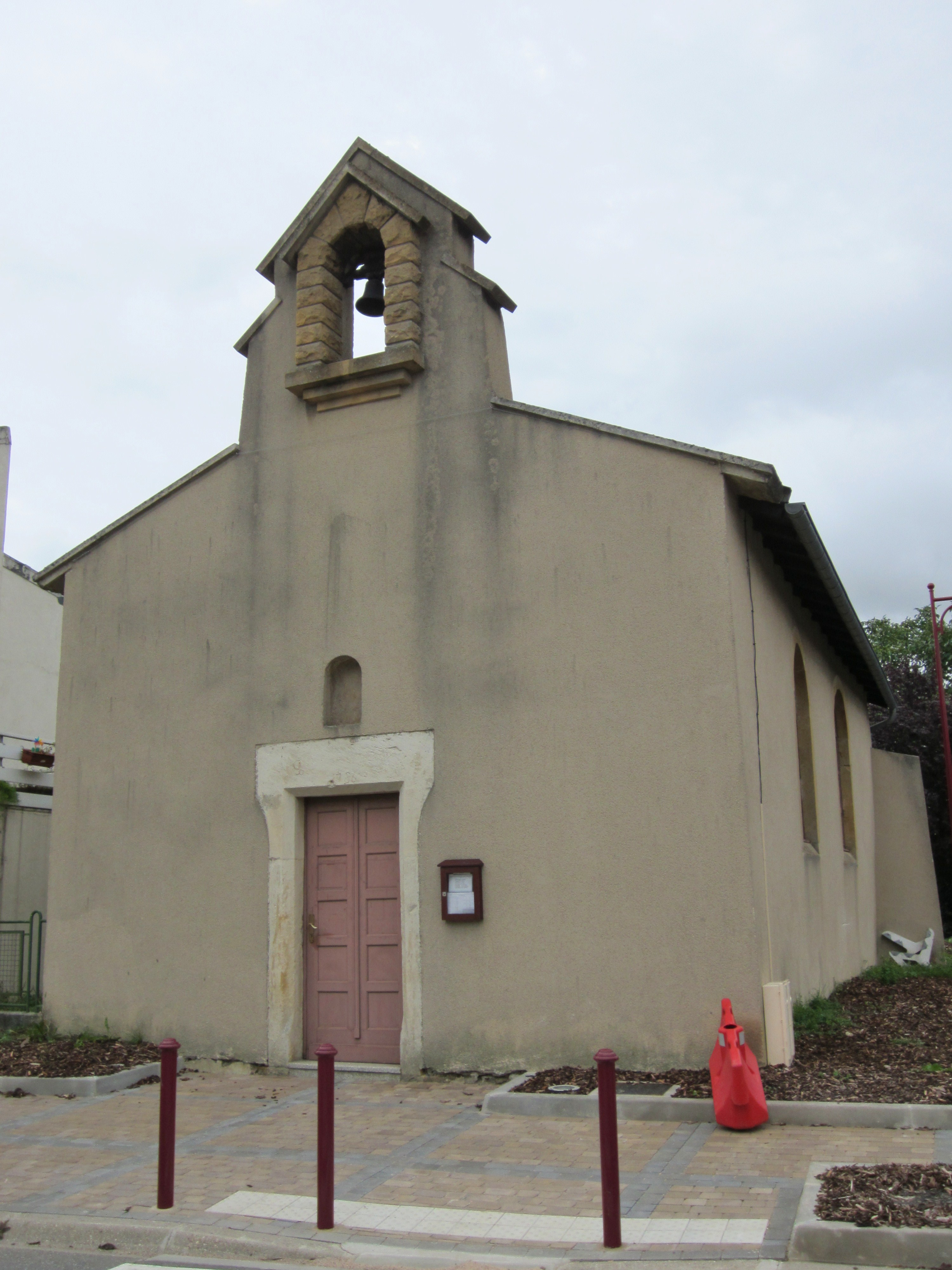
Kapelle St. Laurentius (Saint-Laurent)

Bertrange (deutsch Bertringen) ist eine französische Gemeinde mit 2900 Einwohnern (Stand 1. Januar 2022) im Département Moselle in der Region Grand Est (bis 2015 Lothringen).

## Geographie
Die Gemeinde liegt in Lothringen unweit des linken Ufers der Mosel, 21 Kilometer nördlich von Metz, sechs Kilometer südlich von Thionville (Diedenhofen) und acht Kilometer westlich von Metzervisse (Metzerwiese).
Zur Gemeinde Bertrange gehört dar etwas östlich gelegene Ortsteil Imeldange (Immeldingen).

## Geschichte
Der Ort wurde 848 erstmals als Bertinerengas erwähnt. Die Ortschaft gehörte früher zum Bistum Metz, einem Fürstbistum des Heiligen Römischen Reichs. Weitere ältere  Ortsbezeichnungen sind  Bertenges (1130), Buntrange (1147), Bertingen (1157), Bertrenges (1222), Bertranges (1296), Berterange (15. Jh.), Bertringa, Bertringe, Bortinga, Bertring, Bertinga (1544) und Bertringen (1572). Der Ort wurde 1661 vom Königreich Frankreich annektiert.  
Durch den Frankfurter Frieden vom 10. Mai 1871 kam das Gebiet an das deutsche Reichsland Elsaß-Lothringen, und das Dorf wurde dem Kreis Diedenhofen-Ost im Bezirk Lothringen zugeordnet. Die Dorfbewohner betrieben Getreide-, Obst- und Weinbau sowie Viehzucht; hier war eine Moselüberfahrt.
Nach dem Ersten Weltkrieg musste die Region aufgrund der Bestimmungen des Versailler Vertrags 1919 an Frankreich abgetreten werden. Im Zweiten Weltkrieg war das Gebiet von der deutschen Wehrmacht besetzt, und das Dorf stand bis 1944 unter deutscher Verwaltung.

### Bevölkerungsentwicklung
| Jahr      | 1962 | 1968 | 1975 | 1982 | 1990 | 1999 | 2007 | 2019 |
| Einwohner | 907  | 1522 | 1580 | 1900 | 1900 | 1994 | 2224 | 2801 |

## Sehenswürdigkeiten
- Kirche St. Remigius (Saint-Rémi)
- Kapelle St. Laurentius (Saint-Laurent), Ortsteil Imeldange

## Persönlichkeiten
- René Andring (* 1939), Radrennfahrer